# Boësses
Boësses je francouzská obec v departementu Loiret v regionu Centre-Val de Loire. V roce 2011 zde žilo 400 obyvatel.

## Sousední obce
Beaumont-du-Gâtinais (Seine-et-Marne), Échilleuses, Gaubertin, Givraines

## Vývoj počtu obyvatel
Počet obyvatel